# Biscúter Pegasín
El Biscúter Pegasín (o 200-F) fue un microcoche fabricado por Biscúter. Fue presentado en 1957 como un intento para atraer a posibles clientes de relativo poder económico en la depauperada España previa a la recuperación de la década de 1960. Estaba destinado a un segmento más lujoso que el Biscúter estándar, que era demasiado básico, y contaba con una carrocería de dos colores diseñada por Pedro Serra, que era descapotable aunque se ofrecía una capota como opción. El prototipo fue realizado en aluminio, pero en contra de los deseos del diseñador, se fabricó en fibra de vidrio, por lo que no hay logotipos en la carrocería que delaten el origen del diseño. Su diseño era muy similar al del Pegaso Z-102, de ahí su nombre. Se movía gracias a un propulsor Hispano Villiers muy utilizado por una gran cantidad de fabricantes de la época, de dos tiempos, 197 cc y un solo cilindro que erogaba 9 cv, con el que era capaz de alcanzar los 75 km/h. A comienzos de los años 1960, las ventas de Biscúter cayeron y se detuvo la producción, después de haber fabricado alrededor de 12.000 unidades. Se cree que prácticamente la totalidad de los coches han sido achatarrados.